# Benjamin P. Lange
Pour les articles homonymes, voir Lange.
 (juillet 2022).
La mise en forme du texte ne suit pas les recommandations de Wikipédia : il faut le « wikifier ».
Les points d'amélioration suivants sont les cas les plus fréquents :
- Les titres sont pré-formatés par le logiciel. Ils ne sont ni en capitales, ni en gras.
- Le texte ne doit pas être écrit en capitales (les noms de famille non plus), ni en gras, ni en italique, ni en « petit »…
- Le gras n'est utilisé que pour surligner le titre de l'article dans l'introduction, une seule fois.
- L'italique est rarement utilisé : mots en langue étrangère, titres d'œuvres, noms de bateaux, etc.
- Les citations ne sont pas en italique mais en corps de texte normal. Elles sont entourées par des guillemets français : « et ».
- Les listes à puces sont à éviter, des paragraphes rédigés étant largement préférés. Les tableaux sont à réserver à la présentation de données structurées (résultats, etc.).
- Les appels de note de bas de page (petits chiffres en exposant, introduits par l'outil «  Source ») sont à placer entre la fin de phrase et le point final[comme ça].
- Les liens internes (vers d'autres articles de Wikipédia) sont à choisir avec parcimonie. Créez des liens vers des articles approfondissant le sujet. Les termes génériques sans rapport avec le sujet sont à éviter, ainsi que les répétitions de liens vers un même terme.
- Les liens externes sont à placer uniquement dans une section « Liens externes », à la fin de l'article. Ces liens sont à choisir avec parcimonie suivant les règles définies. Si un lien sert de source à l'article, son insertion dans le texte est à faire par les notes de bas de page.
- La présentation des références doit suivre les conventions bibliographiques. Il est recommandé d'utiliser les modèles {{Ouvrage}}, {{Chapitre}}, {{Article}}, {{Lien web}} et/ou {{Bibliographie}}. Le mode d'édition visuel peut mettre en forme automatiquement les références.
- Insérer une infobox (cadre d'informations à droite) n'est pas obligatoire pour parachever la mise en page.

Pour une aide détaillée, merci de consulter Aide:Wikification.
Si vous pensez que ces points ont été résolus, vous pouvez retirer ce bandeau et améliorer la mise en forme d'un autre article.
Benjamin P. Lange, né en 1978 à Cassel, est un professeur allemand de psychologie ainsi que de langue, communication et sciences des médias. Lange s'est fait connaître, entre autres, par ses interventions dans les médias, dans lesquelles il fait découvrir à un large public des sujets relevant de la psychologie et d'autres sciences sociales,.

## Vie et formation
Lange a obtenu son Allgemeine Hochschulreife à Cassel, avec une spécialisation en génie biologique. Après son service civil dans un centre de soins de jour pour personnes âgées à Cassel, il a étudié la germanistique. (avec une spécialisation dans le domaine de la linguistique ainsi que dans les domaines de la communication et des médias), Anglais, la psychologie et la biologie à l'université de Cassel ; il a écrit sa thèse de fin d'études en 2008 sur les aspects communicatifs du choix du partenaire humain. De 2008 à 2011, Lange a également suivi des études de doctorat en psychologie à l'université de Cassel, qu'il a achevées par l'obtention du titre de docteur avec une thèse empirique en psychologie du langage et de la communication sous la direction de Harald Euler. Depuis 2015, Lange travaille à temps partiel dans son propre cabinet en tant que naturopathe pour la psychothérapie, conseiller psychologique, médiateur et thérapeute de couple,. En 2018, il a passé son habilitation pour obtenir le Facultas Docendi dans le domaine de la psychologie à l'université de Wurtzbourg avec la thèse "Sprach-, kommunikations- und medienpsychologische Phänomene aus Lebensgeschichtstheoretischer Perspektive" (Phénomènes psychologiques de la langue, de la communication et des médias dans une perspective de théorie de l'histoire de vie), entre autres sous la direction de Frank Schwab ; il a donné sa leçon inaugurale sur la langue, la communication et les médias dans une perspective biopsychosociale. Il a ensuite obtenu le Venia Legendi et le titre de Privatdozent dans le domaine de la psychologie.
Depuis 2020, Lange est professeur de psychologie à l'IU Internationale Hochschule.
Lange est notamment membre de la Société allemande de psychologie et de la Société allemande des sciences de la communication et du journalisme.

## Recherche et enseignement
Lange mène des recherches interdisciplinaires à l'interface entre la psychologie, les sciences du langage, les sciences de la communication et les sciences des médias. Il s'est également consacré à des thèmes artistiques, culturels et médicaux/cliniques,,,. Lange travaille depuis 2008 comme chercheur et enseignant, notamment dans les domaines de la psychologie et des sciences du langage et de la communication. Outre l'[université de Cassel], il a travaillé à l'[Université Johann Wolfgang Goethe de Francfort-sur-le-Main|université] et à la clinique de Francfort-sur-le-Main, à l'[Université Georg-August de Göttingen|université] et à la clinique de Göttingen ainsi qu'à l'[Université des sciences appliquées de Würzburg-Schweinfurt|université des sciences appliquées de Würzburg-Schweinfurt]. De 2014 à 2020, Lange a travaillé comme psychologue des médias à l'université de Wurtzbourg, à l'Institut homme-ordinateur-médias, où il a présidé pendant plusieurs années la commission d'éthique de l'institut. Il y a notamment enseigné dans la filière Communication médiatique,,,. En 2020, il a rejoint l'IUBH en tant que professeur de psychologie.
Lange enseigne un éventail de sujets issus de la psychologie, de la linguistique et des sciences de la communication, en mettant l'accent sur les bases de la psychologie, la psycholinguistique, les nouveaux médias / les médias sociaux / numériques ainsi que les bases de la communication, y compris la communication médiatique.
Il a organisé avec Carsten Niemitz et Nils Seethaler le 11e congrès annuel MVE à Berlin en 2010,.

## Activités médiatiques et apparitions publiques
Lange intervient depuis plusieurs années dans les médias en tant que commentateur et expert sur des sujets psychologiques, mais aussi sur des sujets de linguistique, de communication et de sciences des médias. Il se concentre sur la communication humaine (communication en ligne, verbale et non verbale) et sur le choix du partenaire (en ligne) ainsi que sur d'autres domaines du comportement social humain. Il a fait sa première apparition dans les médias en 2007 alors qu'il était encore étudiant. Entre-temps, Lange a également exercé lui-même des activités journalistiques,,. Depuis 2010, il travaille également en tant que consultant dans les coulisses de diverses productions médiatiques,. Les activités médiatiques de Lange comprennent entre autres le magazine Glamour, la Radio Suisse, des productions sur les chaînes de télévision RTL, NDR, WDR, BR, ARD et hr,, l'émission télévisée nano, la Deutsche Presse-Agentur, Men's Health, l'émission satirique Walulis et la Deutsche Welle.
- B. P. Lange: Menschliche Kultur aus biopsychosozial-lebensgeschichtstheoretischer Perspektive. In: G. Jüttemann (Hrsg.), Menschliche Höherentwicklung. Lengerich: Pabst Publishers, 2019, S. 145–160.
- B. P. Lange, S. Kouros, F. Schwab: Schön gesagt! Aspekte der Gewandtheit der Nachrichtensprache: Ein empirischer Vergleich der sprachlichen Gewandtheit der Nachrichtensendungen von ARD, ZDF, SAT.1 und RTL. In: Medien & Kommunikationswissenschaft. Bd. 67, Nr. 1, 2019 (DOI 10.5771/1615-634X-2019-1-45).
- B. P. Lange, M. T. P. von Andrian-Werburg, D. C. Adler, E. Zaretsky: The name is the game: Nicknames as predictors of personality and mating strategy in online dating. In: Frontiers in Communication. Bd. 4, 3, 2019 (DOI 10.3389/fcomm.2019.00003).
- B. P. Lange, F. Schwab: Game on: Sex differences in the production and consumption of video games. In: J. Breuer, D. Pietschmann, B. Liebold, B. P. Lange (Eds.), Evolutionary psychology and digital games: Digital hunter-gatherers. New York, NY: Routledge, 2018, p. 193–204.
- P. Wühr, B. P. Lange, S. Schwarz: Tears or fears? Comparing gender stereotypes about movie preferences to actual preferences. In: Frontiers in Psychology. Bd. 8, 428, 2017 (DOI 10.3389/fpsyg.2017.00428).
- B. P. Lange, C. Hennighausen, M. Brill, F. Schwab: Only cheap talk after all? New experimental psychological findings on the role of verbal proficiency in mate choice. In: Psychology of Language and Communication. Bd. 20, Nr. 1, 2016, p. 1–22 (DOI 10.1515/plc-2016-0001).
- B. P. Lange, H. A. Euler, E. Zaretsky: Sex differences in language competence of three- to six-year old children. In: Applied Psycholinguistics. Bd. 37, Nr. 6, 2016, p. 1417–1438. (DOI 10.1017/S0142716415000624).
- B. P. Lange, E. Zaretsky, H. A. Euler: Pseudo names are more than hollow words: Sex differences in the choice of pseudonyms. In: Journal of Language and Social Psychology, Bd. 35, Nr. 3, 2016, p. 287–304. (DOI 10.1177/0261927X15587102).
- B. P. Lange: Kommunikative Geschlechterunterschiede aus evolutionärer Perspektive. In: Mitteilungen der Berliner Gesellschaft für Anthropologie, Ethnologie und Urgeschichte, Bd. 36, 2015, p. 83–100.
- B. P. Lange, S. Schwarz (Hrsg.): Die menschliche Psyche zwischen Natur und Kultur. Lengerich: Pabst Publishers, 2015.
- B. P. Lange, E. Zaretsky, S. Schwarz, H. A. Euler: Words won't fail: Experimental evidence on the role of verbal proficiency in mate choice. In: Journal of Language and Social Psychology, Bd. 33, Nr. 5, 2014, p. 482–499. (DOI 10.1177/0261927x13515886).
- B. P. Lange, H. A. Euler: Writers have groupies, too: High quality literature production and mating success. In: Evolutionary Behavioral Sciences, Bd. 8, Nr. 1, 2014, p. 20–30. (DOI 10.1037/h0097246).
- B. P. Lange, S. Schwarz: Evolutionspsychologische Perspektiven zur Erklärung kultureller Leistungen. In: G. Jüttemann (Hrsg.), Die Entwicklung der Psyche in der Geschichte der Menschheit. Lengerich: Pabst Publishers, 2013, S. 164–175.
- B. P. Lange, S. Schwarz, H. A. Euler: The sexual nature of human culture. In: The Evolutionary Review: Art, Science, Culture. Bd. 4, Nr. 1, 2013, p. 76–85.